# Kamaleswar Bhattacharya
 (janvier 2011).
Pour les articles homonymes, voir Bhattacharya.
Kamaleswar Bhattacharya (né le 29 août 1928, décédé le 16 mars 2014) est un indianiste et sanskritiste français d’origine indienne.

## Significations de son prénom et de son nom
Kamaleswar Bhattacharya est une adaptation occidentalisée des mots sanskrits "Kamaleśvara Bhaṭṭācārya". Kamaleśvara est composé du kamala, un lotus, et de l'īśvara, maître, haut personnage, dieu suprême; désignant un haut personnage du genre de lotus, qui est beau, pur et parfumé. Bhaṭṭācārya est composé du bhaṭṭa, maître, seigneur, et de l'ācārya, maître, précepteur spirituel, portant la signification du seigneur du maître, c'est un titre honorifique réservé en Inde aux Brāhmanes ou aux savants illustres. Ces nom et prénom démontrent la riche et noble culture indienne dans laquelle a été imprégné et instruit le personnage, et parallèlement ses succès obtenus dans un champ de recherches aussi large que profond laissent voir que la personne est bien digne de tels nom et prénom.

## Parcours de sa carrière

### Origine et formation
Kamaleswar Bhattacharya est né en août 1928 dans un petit village au nord de Dhaka, capitale de l'actuel Bangladesh, il a fait ses études à Calcutta, Paris et à l'université sanskrite de Varanasi. En septembre 1955, avec un groupe académique gouvernemental français, il est venu en France travailler dans le secteur de l'indologie. En février 1962 il a obtenu un doctorat ès lettres (doctorat d’État) avec la "mention très honorable". Domicilié en France à Brunoy, il est décédé le 16 mars 2014 à Dhaka.

### Domaine de recherches avancées
Ses deux recherches importantes, Les religions brahmaniques dans l'ancien Cambodge, d'après l'épigraphie et l'iconographie (1961) et Les recherches sur le vocabulaire des inscriptions sanskrites du Cambodge (1964-1991), sont considérées par les chercheurs du secteur comme classiques et exemplaires de la khmerologie. Il a vérifié et corrigé pour les éditions les traductions des inscriptions sanskrites du Cambodge d'Auguste Barth, Abel Bergaigne, Louis Finot et George Coedès, grands sanskritistes français. Il est un des rares savants ayant des connaissances acquises pour une telle mission difficile.

### Grand spécialiste du bouddhisme
Après avoir reçu son doctorat d'État, il s'orientait vers des branches plus classiques de l'indologie, en particulier la philosophie. Sa longue association avec Louis Renou (1956 - 1966, Renou a quitté le monde) a formé son point de vue philologique et guidé toutes ses recherches. Son livre "L'Ātman-Brahman dans le bouddhisme ancien" (1973), basé sur des études extensives du Canon pali et des sources sanskrites, est le résultat de ses longues recherches sur le Cambodge. Et puis il a abordé la philosophie bouddhiste tardive comprenant la philosophie Madhyamaka et certains aspects de l'épistémologie bouddhique. Sa traduction de "Vigrahavyāvartanī" avec annotations et ses articles sur les éléments grammaticaux de la pensée de Nāgārjuna peuvent servir de modèles pour les chercheurs des générations futures.

### Rare logicien du temps moderne
Pendant les quarante dernières années, il a beaucoup publié sur les différents aspects de la pensée indienne: philosophie, logique, sémantique et poésie. Il a amplement complété sa traduction annotée concernant le Navya-Nyāya (Nouvelle Logique), le Siddhañta lakṣaṇa prakaraṇa du Tattvacintāmaṇi de Gangeśa avec la Dīdhiti de Raghunātha Śiromaṇi et la Țīkā de Jagadīśa Tarkālamkāra. Il a aussi publié son édition de la Tattvacintāmaṇiprabhā (Anumānakhaṇḍa) du Yajñapati Upādhyāya. C'est le premier commentaire du Tattvacintāmaṇi bien connu. Dans ses recherches sur les textes, il a souligné la relation étroite entre la science de la grammaire et la pensée philosophique en Inde.

### Chercheur et professeur éminent
Au cours de sa carrière, il occupait des chaires importantes et a reçu des récompenses honorifiques. Grâce au soutien de Louis Renou, il est entré en 1960 comme attaché de recherche au Centre national de la recherche scientifique à Paris où il a pris sa retraite en septembre 1996 au grade de directeur de recherche première classe. Pendant cette période il a aussi enseigné comme professeur invité à l'université Brown (1967-1969), à l'université de Toronto (1977-1979), à Viśva-Bhāratī University, Santiniketan (1980), et à Adyar Library and Research Center, Madras (1994-1995). Après sa retraite, il a été Mercator-Gast professor à l'université de Bonn en Allemagne.

### Contributeur fervent aux échanges internationaux
Pendant les trente dernières années, il a voyagé fréquemment entre l'Europe et l'Asie, donnant des cours, dirigeant des séminaires et présidant des séances de réunions aux conférences internationales. Il s'est aussi engagé à la recherche des manuscrits sanskrits, en particulier au Tibet et à Pékin. Depuis 2004, il était membre du conseil d'administration du Centre d'Études khmères (Center for Khmer Studies, មជ្ឈមណ្ឌលខេមរសិក្សា) à Siem Reap au Cambodge.

### Compétence reconnue et récompense méritée
En 1978 après la retraite du sanskritiste Jean Filliozat, il se portait candidat pour la chaire du sanskrit au Collège de France, c'était la chaire du sanskrit la plus ancienne au monde, créée en 1814, il a obtenu une majorité écrasante des votes de spécialistes pour accéder à ce poste glorieux qu'il méritait, mais malheureusement cette chaire a été définitivement supprimée par une décision administrative. En 1996 la Société asiatique de Calcutta (fondée en 1784) l'a honoré d'une médaille d'or pour toutes ses recherches de grande qualité.

## Publication des livres et articles

### Livres et monographies
- Les Religions brahmaniques dans l'ancien Cambodge, d'après l'épigraphie et l'iconographie. Publications de l'École française d'Extrême-Orient, vol. XLIX. Paris, 1961. Traduit en Thai par le Prof. M.C. Subhadradis Diskul.
- Rabindranath Tagore: Le Vagabond et autres histoires. Traduit du bengali par C. Bossennec et K. Bhattacharya. Paris: Gallimard, 1962. Réimprimé en 1983.
- L'Ātman-Brahman dans le Bouddhisme ancien. Publications de l'École française d'Extrême-Orient, vol. XC. Paris, 1973.
- The Dialectical Method of Nāgārjuna (Vigrahavyāvartānī). Delhi: Motilal Banarsidass, 1978, 1986, 1990; quatrième édition, 1998.
- Recherches sur le vocabulaire des inscriptions sanskrites du Cambodge. Publications de l'École française d'Extrême-Orient, vol. CLXVII. Paris, 1991.
- Le Siddhānta lakṣaṇa prakaraṇa du Tattvacintāmaṇi de Gangeśa, avec la Dīdhiti de Raghunātha Śiromaṇi et la Țikā de Jagadīśa Tarkālamkāra. Texte traduit et commenté. Journal Asiatique (Paris), 1977: 97-139; 1978: 97-124; 1980: 275-322; 1982: 401-413; 1984: 47-82; 1988: 147-162; 1991: 289-325; 1995: 373-406; (en continuation).
- Some thoughts on Early Buddhism with special reference to its Relation to the Upaniṣads. Acharya Dharmananda Kosambi Memorial Lectures at the Bhandarkar Oriental Research Institue, Poona, 1997. Published 1998: Post-graduate and Research Department Series N° 41.
- Bhattacharya, Kamaleswar (Ed.), in collaboration with Karl-Heinz Golzio. A Selection of Sanskrit Inscriptions from Cambodia, Siem Reap: Center for Khmer Studies, 2009, 187 p.
- Edition of Yajñapati Upādhāya's Tattvacintāmaṇiprabhā (Anumānakhaṇḍa). Asiatic Society, Calcutta (Bibliotheca Indica). À paraître.

## Sources
- Journal of Indian Philosophy, 1999